# BP (azienda)
La BP plc, originariamente Anglo-Persian Oil Company, in passato anche British Petroleum, è una società del Regno Unito operante nel settore energetico e soprattutto del petrolio e del gas naturale, settori in cui è uno dei quattro maggiori attori a livello mondiale (assieme a Shell, ExxonMobil e Total). La sede è a Londra.
L'attuale BP si origina dalla fusione, avvenuta nel 1998, della British Petroleum con la Amoco (acronimo di American Oil Company), formando la BP Amoco. Anche se presentata formalmente come una fusione, l'operazione finanziaria venne considerata piuttosto come un acquisto della Amoco da parte della British Petroleum; ed infatti la parola "Amoco" venne rimossa dal nome della società già un anno dopo. Il nome della società divenne semplicemente "BP". Nello stesso periodo una campagna pubblicitaria di greenwashing utilizzò lo slogan "Beyond Petroleum" ("Al di là del petrolio", oppure "Non solo petrolio"), dismettendo quindi definitivamente la parola "British" dal nome. Il cambiamento serviva sia a rimarcare la nuova dimensione internazionale della società, sia a evitare che un legame ostentato con il Regno Unito potesse essere d'intralcio agli affari in certe regioni del mondo.
La sua divisione BP Solar è diventata leader mondiale nella produzione di pannelli solari fotovoltaici in seguito ad una serie di acquisizioni nell'industria dell'energia solare. Le divisioni per l'energia solare, eolica e dell'idrogeno della BP sono state accorpate sotto il nome BP alternativenergy.
È stata al centro di numerose critiche e controversie, sia per la sua partecipazione alla costruzione dell'oleodotto Baku-Tbilisi-Ceyhan, sia per il disastro ambientale avvenuto nell'aprile 2010 nella piattaforma petrolifera Deepwater Horizon, situata nel golfo del Messico.

## Storia

### 1909-1955

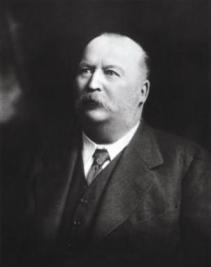
William Knox D'Arcy

Il 28 maggio 1901 lo Scià di Persia accordò  a William Knox D'Arcy, imprenditore del Devonshire già attivo nel campo dell'estrazione aurifera in Australia, una concessione sessantennale per la ricerca, estrazione e sfruttamento di petrolio, gas naturale, asfalto e ozocerite nel territorio persiano, con l'esclusione della zona settentrionale; nel 1902 iniziarono le attività di ricerca, che furono però infruttuose. A Knox D'Arcy subentrò così la Burmah Oil Company, che, dopo anni di costose e difficili ricerche, individuò infine i primi depositi il 26 maggio del 1908. Questo fu il primo ritrovamento commercialmente significativo nel Medio Oriente. Nell'aprile 1909, venne così fondata la Anglo-Iranian Oil Company (Compagnia del petrolio Anglo-Persiana), per proseguire l'esplorazione e gestire le concessioni già assegnate a D'Acry, che furono acquisite ufficialmente dalla nuova società. Fu creata una prima raffineria nella località di Abadan, con una potenzialità di 400.000 tonnellate annue, che iniziò le attività nel 1913.
La compagnia crebbe lentamente, grazie anche ad alcuni accordi con l'Ammiragliato britannico per le forniture alla Royal Navy nel 1913 e ad alcuni investimenti da parte del governo britannico, per un totale di 2 milioni di sterline. Durante la prima guerra mondiale, la sua importanza strategica portò il governo inglese ad acquisire sempre maggiore interesse verso il controllo della compagnia, che divenne la maggiore fornitrice di carburante della Royal Navy durante la guerra.
Nel 1915 azioni di guerriglia turche riuscirono a bloccare per tre mesi l'attività dell'oleodotto della compagnia.
A partire dal 1917, la società iniziò la costruzione di una propria flotta di petroliere. Nel maggio dello stesso anno, inoltre, fu incorporata la sussidiaria inglese della Europäische Petroleum Union (trust tedesco nato a inizio secolo in contrapposizione alla Standard Oil of New Jersey, raggruppava gli interessi delle compagnie europee), che usava il nome commerciale di British Petroleum e che era stata espropriata dal governo britannico dopo l'inizio della guerra. Il marchio BP fece così il suo ingresso sul mercato britannico con la creazione di una rete di pompe di carburante e stazioni di servizio.
Dopo la fine della guerra la compagnia, di cui ora il Governo inglese possedeva il 51%, si espanse anche in altri mercati, come Europa e Australia. Comunque, la sua maggior attenzione era ancora rivolta alla Persia: seguendo l'accordo anglo-persiano del 1919, la compagnia continuò a commerciare proficuamente in quel paese; nel 1930 le regioni petrolifere sotto il controllo della società erano organizzate mediante strade camionabili e moderne condutture, che facevano defluire il petrolio ad Abadan, dove la compagnia aveva anche ampliato il porto, per renderlo più accessibile alle navi cisterna, che nel 1926 fu dotato anche di una raffineria e di un centro di serbatoi di petrolio; la lavorazione finale del prodotto, comunque, avveniva negli impianti in Europa, Australia, Egitto e altri paesi.
Nel dopoguerra, la compagnia realizzò inoltre la prima raffineria in Gran Bretagna, a Llandarcy e ampliò i suoi interessi in Turchia e Iraq. Nel settembre 1929 il Cancelliere dello Scacchiere Philip Snowden confermò il forte interesse del Governo britannico, e dell'Ammiragliato in particolare, per le attività della compagnia.
Nel 1921 fu fondata la filiale francese.
Nel 1924 la società fece il suo ingresso in Italia, con la fondazione della Società Benzina Petroleum (B.P.), con sede a Milano e depositi in varie regioni; l'attività nel paese, con vendita di benzina e lubrificanti a marchio B.P. Benzina Purissima, fu però sospesa già nel 1932 a causa della sfavorevole situazione politica ed economica del paese. Le circa 250 pompe di benzina nel paese furono cedute alla SIAP e alla Nafta.
Nel 1930 la controllata tedesca OLEX introdusse il marchio BP in Germania.
Nel 1931, in parte come risposta alle difficili condizioni economiche del tempo, la BP fuse le sue operazioni commerciali nel Regno Unito con la Shell-Mex Ltd per creare la Shell-Mex and BP ltd, una compagnia che continuò a commerciare fino a che i marchi della Shell e della BP non si separarono nuovamente nel 1975.
C'era un crescente dissenso in Persia, comunque, a causa della posizione percepita come imperialistica occupata dalla APOC. Nel 1932, lo Scià pose fine alla concessione alla APOC. La concessione fu poi ristabilita in un anno, coprendo un'area ridotta a 295.000 km² (rispetto a 1.295.000 iniziali) con scadenza nel 1993, che fece aumentare la parte di profitti del governo persiano.
La Persia fu ribattezzata Iran nel 1936, e la APOC divenne di conseguenza AIOC, Anglo-Iranian Oil Company.
Durante la seconda guerra mondiale, la raffineria di Abadan, nonostante l'interruzione delle esportazioni verso il Regno Unito nel 1941, conobbe un nuovo sviluppo, anche a causa dell'occupazione giapponese della Birmania e delle Indie olandesi, che interruppe i rifornimenti di petrolio dall'Oceano Indiano, in parte sostituiti proprio con petrolio iraniano. Nel 1944, l'impianto produceva 1 milione di tonnellate annue di benzina avio.
Nel dopoguerra la AIOC entrò nel settore della petrolchimica, con importanti attività in Gran Bretagna e Francia. Nel 1949 fu inoltre iniziata la realizzazione di una nuova raffineria ad Anversa, in unione con la Petrofina; nello stesso anno, rimise in funzione la raffineria di Amburgo, acquistata nel 1948 e gravemente danneggiata dalla guerra.
Nel 1947 riprese invece l'attività in Italia, tramite un accordo con l'Agip per la partecipazione della AIOC alla ricostruzione della raffineria IROM di Porto Marghera (di cui divenne comproprietaria) e al rifornimento di navi e aerei; dal 1953, sempre in partnership con la compagnia italiana, fu inoltre commercializzato il nuovo lubrificante Energol, prodotto dall'Agip su licenza BP. La nuova filiale italiana assunse la denominazione di Britannica Petroli Spa.
In Iran, seguendo l'agitazione dovuta alla guerra, la AIOC e il governo iraniano resistettero alla pressione nazionalistica per giungere ad un rinnovato accordo nel 1949.
Nel marzo del 1951, il Primo Ministro pro-occidente Ali Razmara fu assassinato e in aprile fu approvata una legge che rendeva statale l'industria petrolifera, dando il via alla cosiddetta Crisi di Abadan; la AIOC (che all'epoca occupava circa 75.000 persone in Iran) e lo Scià furono costretti a lasciare il paese.
La AIOC portò il suo caso contro la statalizzazione alla Corte internazionale di giustizia presso L'Aia, ma perse la causa. Comunque i governi inglese ed americano furono preoccupati dall'invasione dell'influenza sovietica nell'area, ed appoggiarono un complotto contro l'amministrazione iraniana. In seguito al colpo di Stato (Operazione Ajax) organizzato dalla CIA e dal SIS britannico, installarono il generale pro-occidente Fazlollah Zahedi come Primo Ministro dell'Iran.
Il 19 agosto, 1953, il Primo Ministro democratico in carica, Mohammad Mossadeq, fu così rimosso dall'incarico e rimpiazzato da Zahedi, e lo Scià fu richiamato in patria. La AIOC divenne la British Petroleum Company nel 1954, e in breve tempo riprese le operazioni in Iran con una compartecipazione al 40% di un consorzio internazionale.
La BP continuò ad operare in Iran fino alla Rivoluzione islamica.
Comunque, grazie ad un ingente programma di investimento (finanziato dalla Banca Mondiale) fuori dall'Iran, la compagnia sopravvisse alla perdita dei suoi interessi iraniani.
Nel 1954 la BP completò la costruzione di un importante stabilimento ad Aden, che trattava 5 tonnellate di greggio l'anno.

### Fine anni '50, anni '60 e '70
Nel 1958, la BP partecipava al 50% all'estrazione di greggio in Kuwait, al 25% in Iraq e Qatar; l'anno precedente, il totale di petrolio prodotto dalla compagnia nei vari paesi del Medio Oriente ammontava a circa 50 milioni di tonnellate. Importanti inoltre le attività di raffinazione in Gran Bretagna, tra Llandarcy, Grangemouth e Isle of Grain, Francia, Belgio, Canada e altri paesi. Proseguiva inoltre la collaborazione con la Shell nella co-gestione della raffineria di Haifa. Sempre in unione con la Shell era organizzata anche la vendita dei prodotti petroliferi in Gran Bretagna, Irlanda e in vari paesi africani e asiatici, tra cui India e Pakistan. La BP aveva inoltre vaste reti di distribuzione in vari paesi.

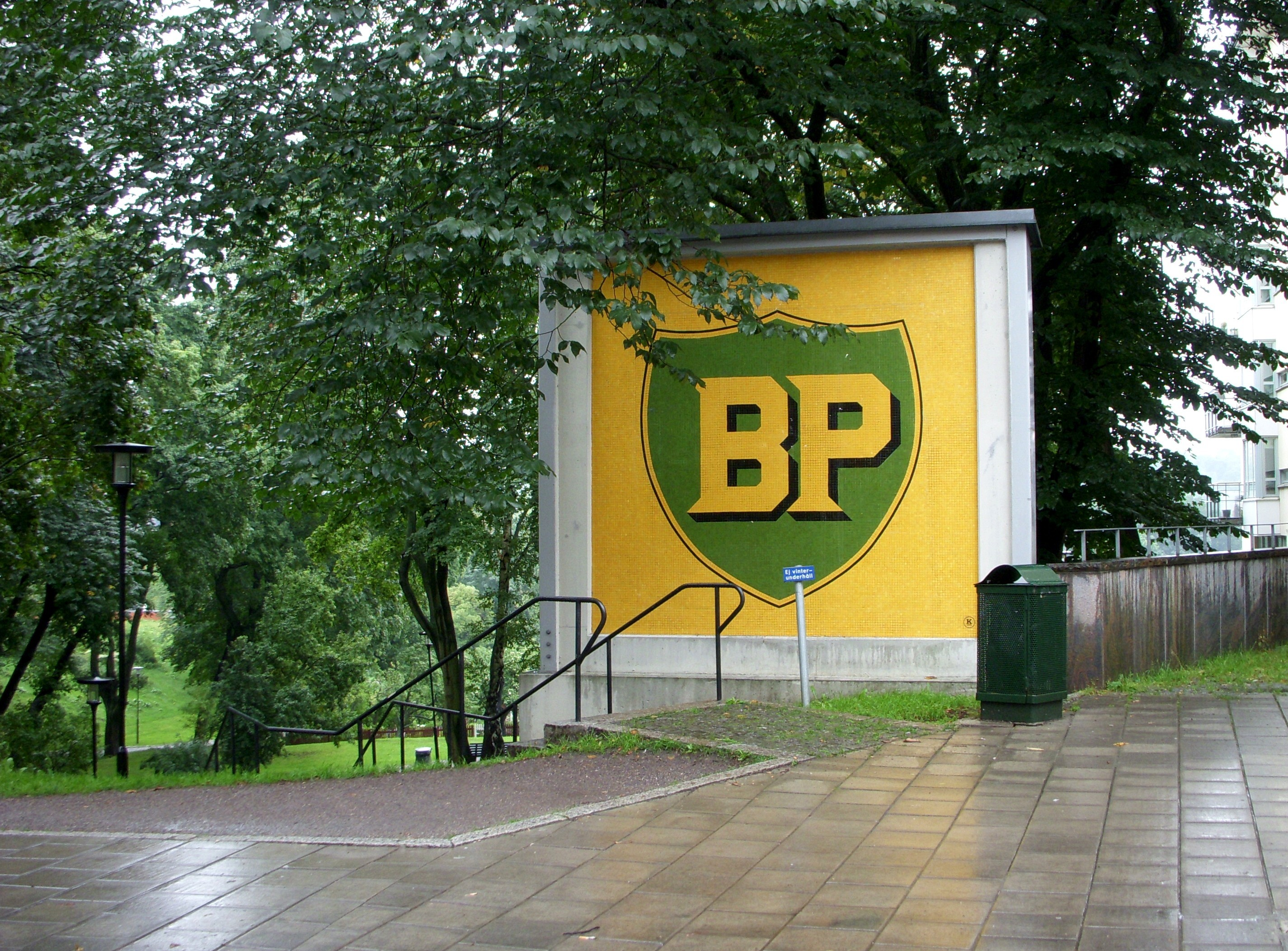
Il logo storico della BP

Nel 1958, costituita la nuova BP Italiana Spa, lanciò in Italia una propria rete di stazioni di servizio, dopo importanti accordi siglati con le società Sarom e Garroni e l'assorbimento di alcune società minori. Nel 1959 furono varate le nuove petroliere costruite in Italia, per una spesa di 21 miliardi di lire. Nel 1962 la rete di vendita si allargò alla Sicilia.
Negli anni '60 la BP aveva inoltre importanti interessi in campo petrolchimico in Sudafrica. In quegli anni, il petrolio arrivava principalmente da Kuwait (dove la compagnia deteneva il 50% della Kuwait Oil Company), Iraq (23,75% della Irak Petroleum Company), Iran (40% del Consorzio internazionale) e Abu Dhabi (66 e 2/3 % della Abu Dhabi Marine Areas Limited), ma anche da Venezuela e Nigeria. Altri settori importanti, il rifornimento nautico ("Servizio Marina BP") e aereo ("Air BP").
Nel 1966 lo Sceicco di Abu Dhabi firmò un nuovo accordo con la Abu Dhabi Marine Areas, società di proprietà della BP (due terzi) e della Total (un terzo), che rinnovava e sostituiva i precedenti accordi del 1953.
Alla fine del 1966 la compagnia completò l'attività di perforazione di due pozzi nel proprio giacimento di gas naturale nel Mare del Nord, collegato a Easington tramite metanodotto.
Nel 1967 la BP completò la sua prima raffineria in Svezia, a Göteborg, per la produzione di carburanti e kerosene e con la capacità di lavorazione di oltre 4 tonnellate annue di greggio; da segnalare anche l'apertura di un nuovo impianto a Rotterdam. All'inizio di quell'anno, inoltre, iniziò lo sfruttamento massiccio dei giacimenti della BP a Sarir, in Cirenaica, con l'invio di petroliere in Libia presso il terminal di Tobruch, di proprietà BP e inaugurato alla presenza di re Idris I.
Nel marzo 1967 la BP acquistò il controllo di 14 società del gruppo Distillers attive nel Regno Unito nel campo dei prodotti chimici e delle materie plastiche, con un'operazione dal valore totale di 85 milioni di sterline che segnò la nascita della  BP Chemicals (U.K.) Limited. Sempre nello stesso anno, la chiusura degli oleodotti tra Iraq e Mediterraneo e la Guerra dei Sei Giorni influirono negativamente sul bilancio della società, limitando gli utili della prima parte dell'anno.
Nel 1969 la BP acquisì i terreni dell'attuale Valdez oil terminal, in Alaska, dai nativi Chugach per 1 dollaro americano. Alcuni nativi affermano che fu una transazione illegale.
Dalla fine degli anni sessanta la compagnia guardò oltre il Medio Oriente per rivolgersi agli USA (Prudhoe Bay, Alaska) e al Mare del Nord (dove la BP fu la prima a scoprire giacimenti di gas "per uso industriale"). Entrambi questi campi entrarono in produzione nella metà degli anni settanta, trasformando la compagnia e permettendo alla BP di resistere agli shock del rialzo del prezzo del petrolio indotto dalla OPEC nel 1973 e nel 1979.
Nel 1973 la BP italiana venne ceduta al gruppo Monti, che ribattezzò la rete di distribuzione con il marchio Mach.
Nel 1975 si interruppe la joint venture con la Shell nel Regno Unito (ossia la Shell-Mex and BP ltd).
Nella metà degli anni settanta la BP acquisì la Standard Oil of Ohio, o SOHIO.

### Anni '80 e '90

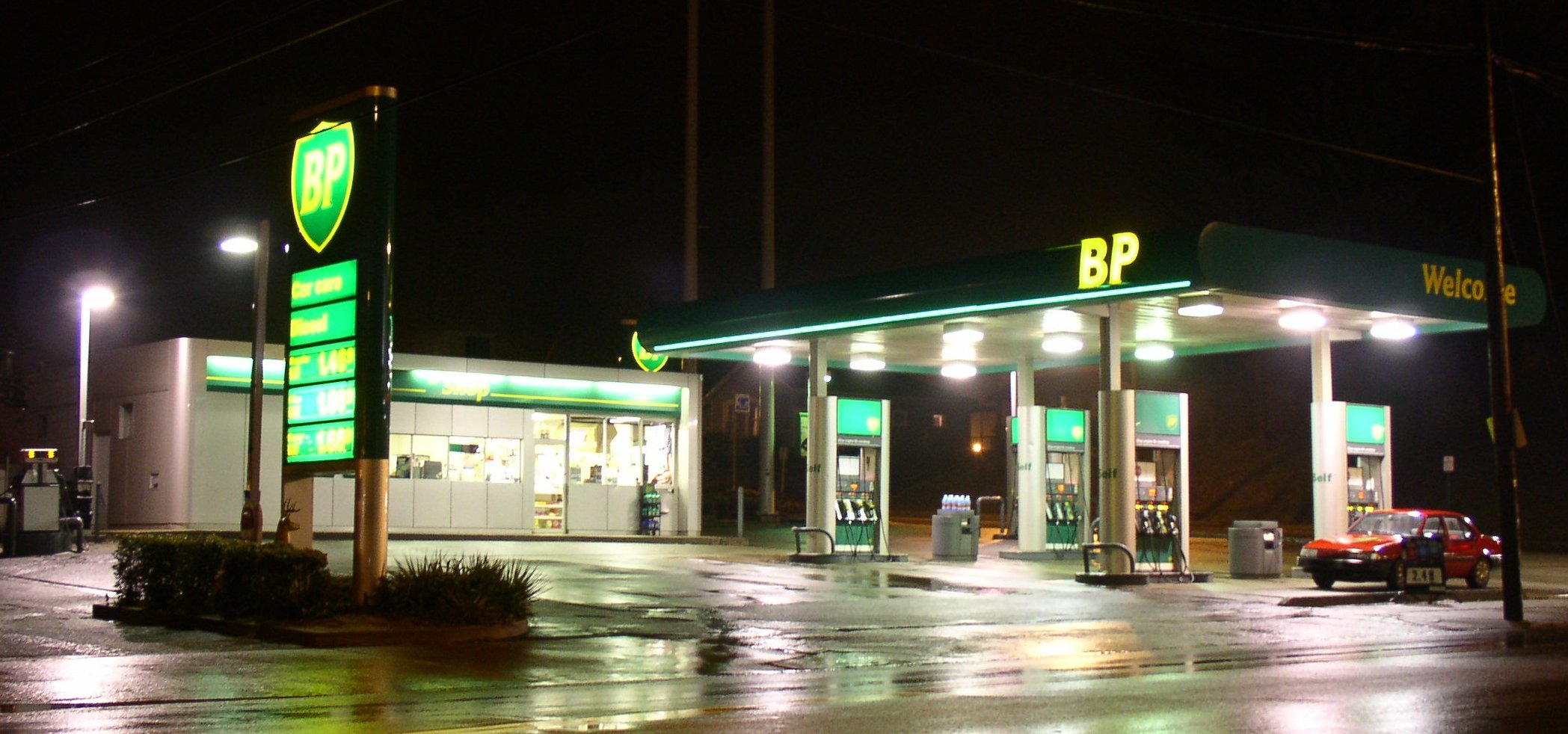
Stazione di servizio BP con il logo del 1989-2002

Sir Peter Walters fu il presidente della BP dal 1981 al 1990. Walters promosse un movimento per scorporare le operazioni della compagnia basate esclusivamente su considerazioni economiche: "Per me, non c'è strategia separata dal profitto", disse una volta. Sotto la sua presidenza, la BP portò l'industria petrolifera fuori da un'era dominata dalla integrazione verticale verso una cultura corporativa che enfatizzava il commercio e la decentralizzazione.
Nel 1987 la BP acquisì la Britoil e le quote della Standard Oil of Ohio non ancora di suo possesso. Nello stesso anno, la compagnia fu definitivamente privatizzata; nello stesso periodo, iniziò inoltre una politica di rilancio e valorizzazione del marchio BP.
Nel 1994 la BP e la Petroleos de Venezuela SA (PDVSA) cominciarono a commerciare l'Orimulsion, un combustibile a base di bitume. Lord Browne of Madingley, che era stato nel consiglio come managing director sin dal 1991, fu nominato direttore esecutivo nel 1995.

### Anni 2000

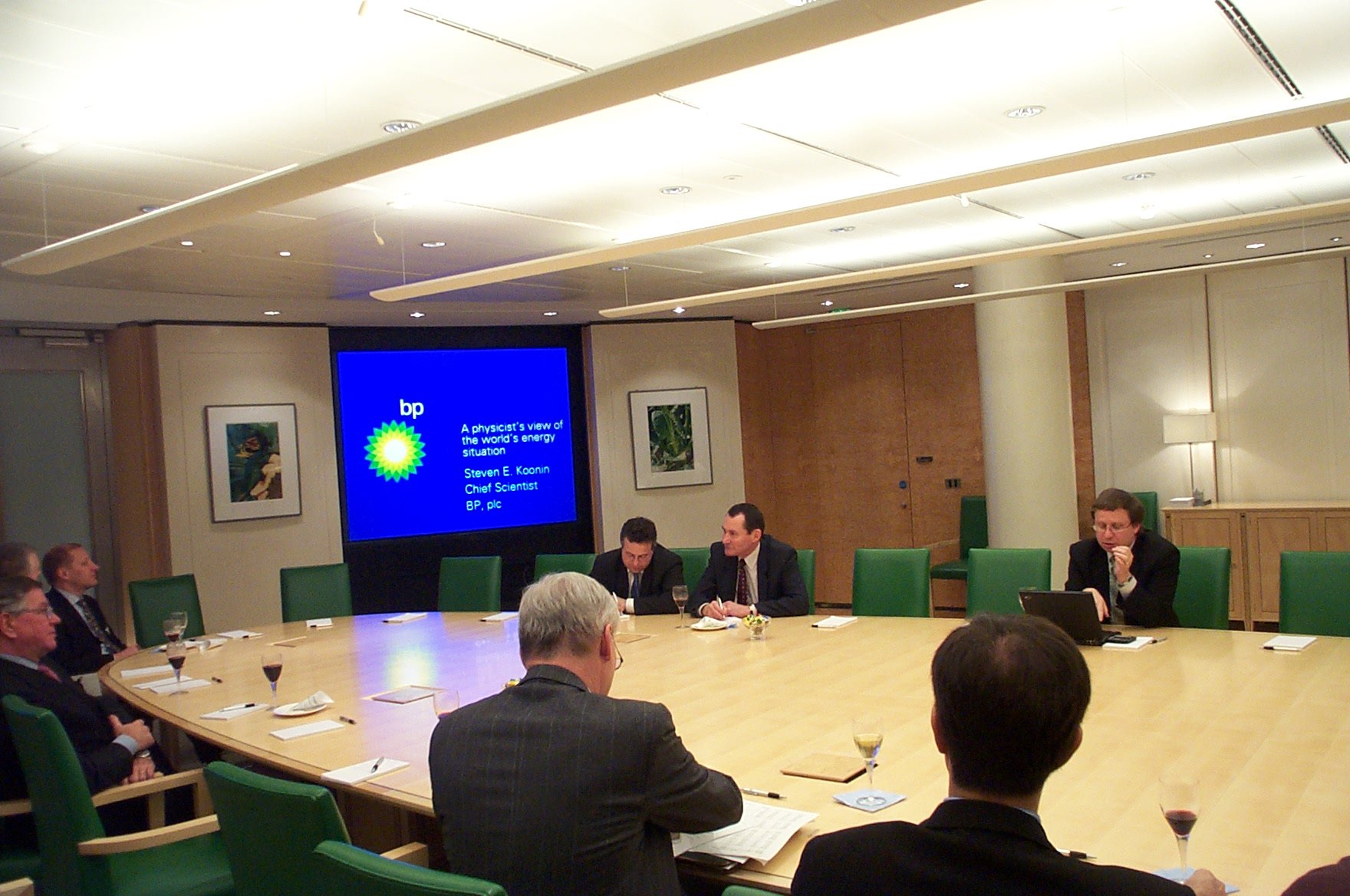
Scienziato capo della BP, Steven Koonin (in alto a destra, con il computer), parla dello scenario energetico nella sala del consiglio nel 2005.

La BP si è fusa con la Amoco (precedentemente Standard Oil of Indiana), nel dicembre del 1998, diventando BPAmoco fino al 2002, quando fu rinominata BP e adottò lo slogan "Beyond Petroleum". Nel 2000, la BP acquisì la ARCO e la Burmah-Castrol.
Nell'aprile del 2004, la BP decise di spostare la maggior parte delle sue attività nel petrolchimico in una entità separata chiamata Innovene  all'interno della BP Group. La loro intenzione iniziale era vendere la nuova compagnia possibilmente con una Initial Public Offering (IPO) negli Stati Uniti, ed infatti ne fecero richiesta al New York Stock Exchange in data 12 settembre 2005. Il 7 ottobre 2005, annunciò invece che era stato raggiunto un accordo per vendere Innovene a INEOS, una compagnia privata inglese nel campo della chimica, per la somma di 9 miliardi di dollari, annullando di fatto i piani per la IPO.
Il 23 marzo 2005, ci fu un'esplosione in una raffineria petrolifera di proprietà BP a Texas City (Texas); si tratta della terza maggior raffineria negli Stati Uniti ed una delle più grandi al mondo, producendo 433.000 barili di petrolio al giorno e gestendo il 3% dei rifornimenti nazionali di carburante. Vi furono oltre 100 feriti e 15 morti, compresi alcuni lavoratori della Fluor Corporation. BP appurò in seguito che i propri dipendenti causarono l'incidente non controllando dell'ottano necessario alla lavorazione del petrolio. La pressione nelle unità raggiunse livelli troppo alti e portò quindi all'esplosione.
BP America, il braccio statunitense di BP, fu citata nel 2004 dalla Working Mothers magazine come una delle 100 migliori aziende per lavoratrici madri.
Nella classifica 2005 di Fortune relativa alla lista delle 500 maggiori compagnie globali, BP era seconda al mondo per fatturato con vendite per 285 miliardi di dollari, meno di 200 milioni di dollari dalla prima in classifica, Wal Mart, facendo di BP la maggior compagnia petrolifera al mondo in termini di fatturato.
Secondo alcuni operatori delle pompe in franchising BP nell'area metropolitana di Atlanta, i piani dell'azienda sono di lasciare il mercato del Sud, vendendo poi le stazioni di rifornimento, conosciute come "BP Connect" agli attuali gestori.

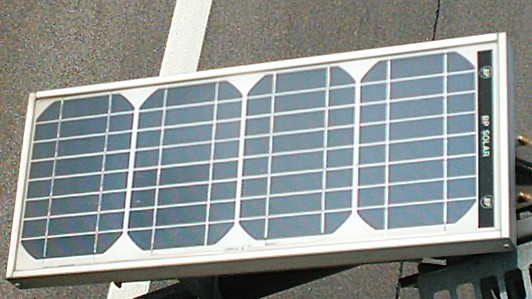
Pannello solare fabbricato da BP Solar

Nel 2002 la compagnia fu rinominata in BP, senza che le due lettere avessero un significato. Il suo nuovo slogan, "Beyond Petroleum" ("Oltre il Petrolio") fu accompagnato da un rebranding del suo famoso "Scudo Verde", sostituito con il nuovo "Helios", simbolo realizzato dall'agenzia Landor che riprende il nome del dio greco del sole, per enfatizzare il focus aziendale sull'ambiente e sulle fonti di energia rinnovabile. Questa mossa di greenwashing, con una campagna pubblicitaria costata circa 200 milioni di dollari, fu voluta per modificare l'idea negativa (da un punto di vista climatico e ambientale) solitamente associata alle compagnie petrolifere; essa ha tuttavia portato l'ONG ClientEarth a citare in giudizio l'azienda accusandola di pubblicità ingannevole.
BP è leader nella produzione di pannelli solari a seguito dell'acquisizione della Lucas Energy Systems nel 1980 e della Solarex (come parte dell'acquisizione di Amoco) nel 2000. BP Solar possedeva il 20% del mercato mondiale dei pannelli fotovoltaici nel 2004, quando ne produceva annualmente una quantità pari a 90 MW. L'azienda ha oltre 30 anni di esperienza, opera in 160 paesi con impianti produttivi negli Stati Uniti, Spagna, India ed Australia, con oltre 2000 dipendenti nel mondo.
Ne febbraio 2002, il CEO di BP, Lord Browne di Madingley, rinunciò alla pratica di supportare campagne elettorali.
Nel marzo 2002, Lord Browne di Madingley dichiarò che il riscaldamento globale era un problema serio e che bisognava agire subito, dicendo che "Aziende composte da personale altamente qualificato e con addestramento speciale non potevano continuare ad ignorare il montare delle evidenze raccolte da centinaia di autorevoli scienziati nel mondo". Nel 2005 BP considerò di testare una tecnica conosciuta come carbon sequestration in uno dei suoi pozzi nel Mare del Nord, pompando diossido di carbonio dentro i pozzi stessi ed incrementando la resa.
Nel 2004 BP iniziò a commercializzare gasolio a basso contenuto di zolfo per uso industriale. BP vuole creare una rete distributiva di idrogeno nello Stato della California.
Nonostante questo, l'immagine di BP è stata offuscata dalla controversa questione dell'oleodotto Baku-Tbilisi-Ceyhan, in cui fu criticata per abusi di diritti umani e preoccupazioni di tipo ambientalistico e di sicurezza.

### Anni 2010 e disastro ecologico del Golfo del Messico

La piattaforma petrolifera Deepwater Horizon in fiamme, prima dell'inabissamento.

Il 20 aprile 2010 una falla alla piattaforma petrolifera Deepwater Horizon situata al largo della Louisiana, causa la fuoriuscita di greggio, riversando in oceano milioni di litri di greggio ogni ora e causando un disastro ecologico secondo, per ora, solo al disastro petrolifero della Guerra del Golfo del 1991. I danni ambientali sono incalcolabili e per cercare di porvi rimedio, la BP ha adottato la cosiddetta "Cupola di contenimento".
Dopo il fallimento della "cupola di contenimento", BP ha dato il via all'operazione "Top Kill", cercando di inserire un tubo nel pozzo per iniettare cemento e fermare la falla, operazione fallita perché troppo cemento fuoriusciva insieme al petrolio.
L'ultima operazione tentata, al 4 giugno 2010, si suddivide in due fasi: la prima, tagliare il tubo al di sotto dell'ultima falla, operazione riuscita solo parzialmente, perché il taglio effettuato è stato irregolare, e non fornisce le necessarie garanzie di successo per la seconda fase dell'operazione, ossia quella di posare un "tappo a imbuto" sul tubo sottomarino, per convogliare il petrolio che fuoriesce dal pozzo in una petroliera ancorata in superficie.
Il 19 settembre 2010 viene terminata la cementificazione definitiva del pozzo.
Il 15 novembre 2012 la società è stata condannata a pagare una multa record di 4,5 miliardi di dollari alle autorità statunitensi e almeno 4 dei suoi impiegati sono stati arrestati.
Venne definita dalla BBC come “La multa più salata della storia statunitense”.

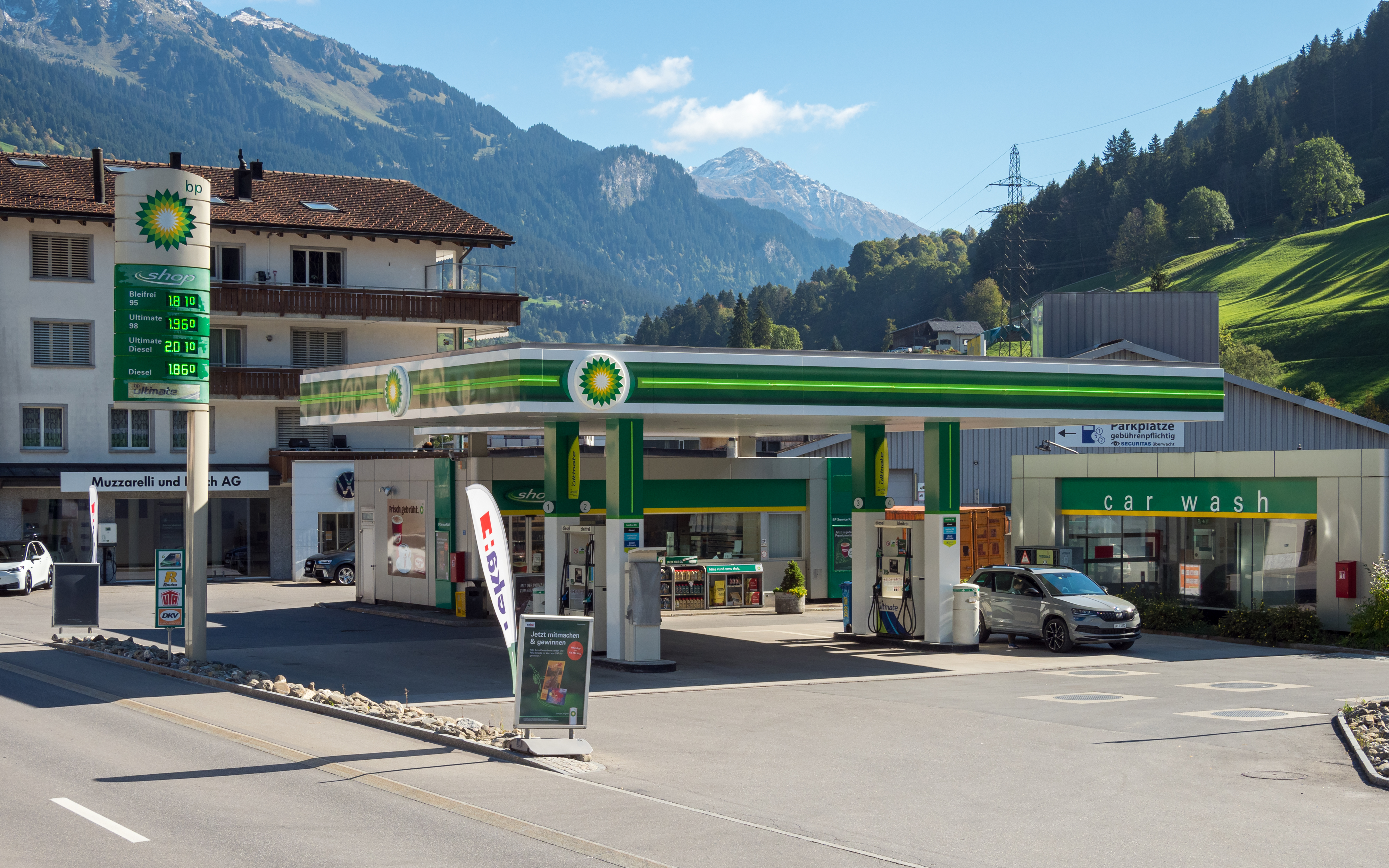
Una moderna stazione di servizio con i colori BP

Nel 2013 BP acquisisce una quota del 19,75% della russa Rosneft.

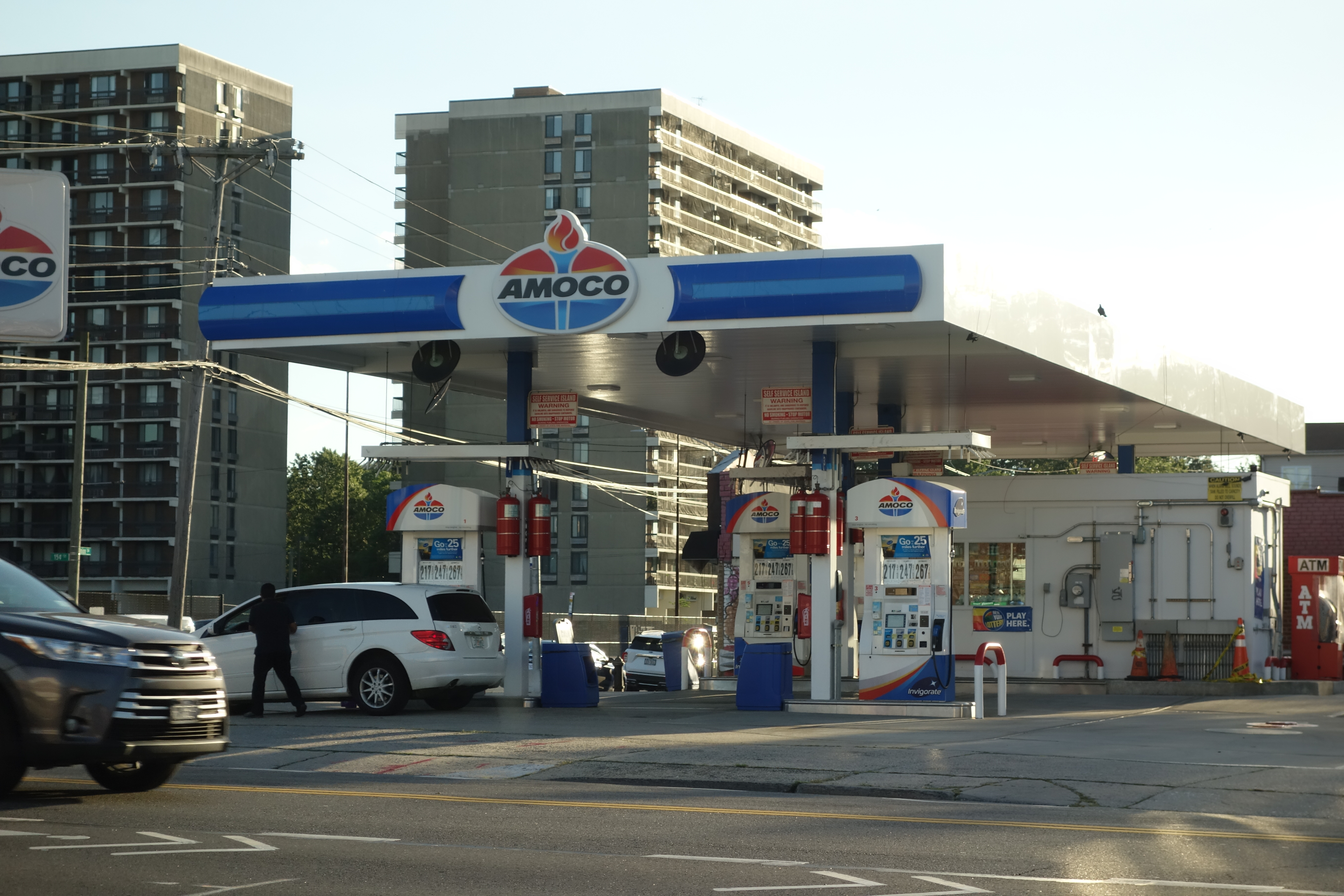
Una stazione di servizio Amoco nel 2020

Nel 2017 la BP decide di rispolverare dopo oltre 10 anni il marchio Amoco negli USA, con la reintroduzione dello storico logo con la torcia in varie stazioni di servizio del paese, sfruttando l'ancora forte appeal del marchio presso i consumatori americani.

### Anni 2020
Negli anni 2020 la compagnia inizia una serie di investimenti con l'obiettivo di ridurre le emissioni.
Il 2020 si chiude con forti perdite per la compagnia, complice anche la pandemia di Covid-19.
Nel 2021 viene annunciato un accordo con l'italiana Piaggio per la diffusione di motocarri elettrici nel mercato indiano.
Il 27 febbraio 2022 BP annuncia la sua uscita dalla partecipazione azionaria in Rosneft, a seguito della crisi russo-ucraina del 2021-2022.
Nel 2024 cede 310 stazioni di servizio nei Paesi Bassi, considerandole non più redditizie di fronte alla crescita delle vetture elettriche nel Paese.

### Logo

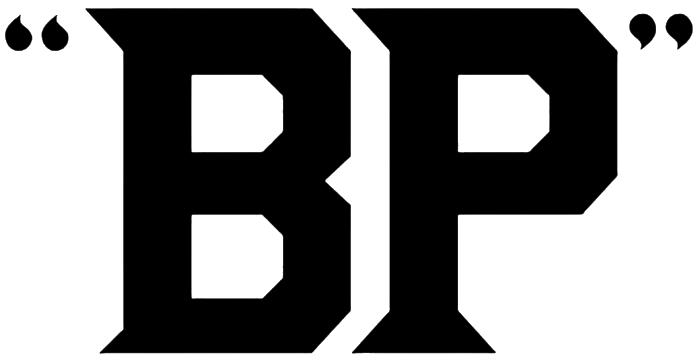
1920
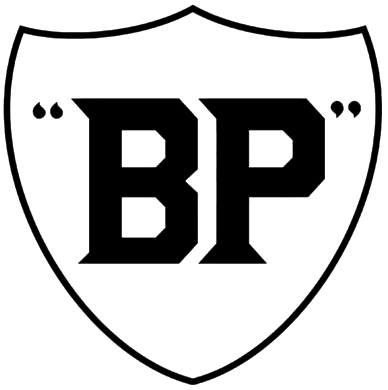
1930
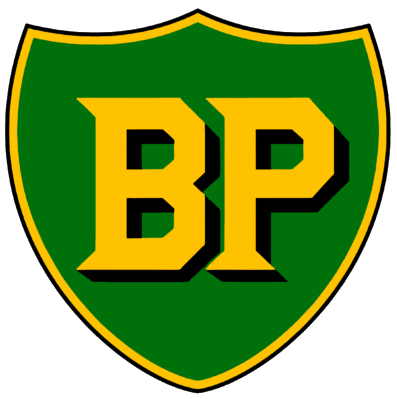
1947
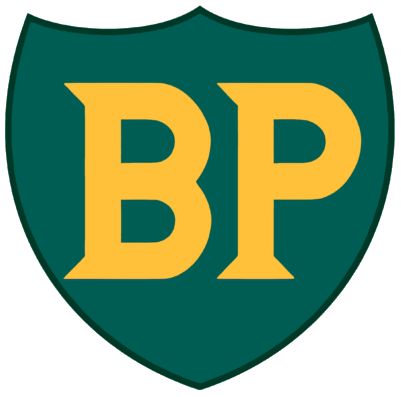
1961
1989
2000

## Consiglio d'Amministrazione
Il CdA a fine 2020 era composta da:
- Presidente: Helge Lund
- Amministratore delegato: Bernard Looney[50]
- Direttore Finanziario: Murray Auchincloss